# コブミカン
コブミカン（瘤蜜柑、学名: Citrus hystrix）は、タイ、マレーシア原産の柑橘類の1種である。和名は「瘤ミカン」の意で、果実の表面にシワが生じ、あるいは「瘤だらけ」のような形状を呈する点を指したもの。
別名にスワンギ (swangi)、プルット (purut)。
英語では kaffir lime（キャファーライム）とも呼ばれるが、kaffir は「ングニ人」「黒人」等を指す侮蔑語であるため、近年では makrut lime と呼ぶのが望ましいとされている。日本では kaffir lime がやや訛った形で、「カフェライム」「カフィアライム」等の名で流通している。
ライム (Citrus aurantifolia) とは別種である。
香りがよいため東南アジア料理でよく使われ、庭木としても広く栽培されている。

## 特徴
緑色の果実をつけ、枝には棘がある。
他の多くのミカン属の植物同様に葉柄部分の左右に翼（よく）があるが、葉柄部分と葉身部分の大きさの差があまり無いため、葉全体が二段になっているように見える。この葉は強い芳香を持ち、煮込み料理用ハーブとして使われる。
緑色の実はそのごつごつとした外観とおよそ4センチメートルほどの小さなサイズが特徴である。

## 栽培
鉢植えにも向く。
日本でも関東以西で、冬季の霜や雪に遭わなければ屋外で栽培が可能である。
東南アジアの各国から生の果実や枝を検疫を受けずに日本国内に持ち込むことは防疫上禁止されている。

## 名称
コブミカンの各国での名称:
- ミャンマー: シャウッ・ヌ (shauk-nu、ရှောက်နု ビルマ語発音: [ɕaʊʔ.nṵ][7]), shauk-waing
- カンボジア: クローイ・サウイ (krauch soeuch、ក្រូចសើច); 葉は スラック・クローイ・サウイ (ស្លឹកក្រូចសើច)
- 中国: 箭葉橙(jiànyèchéng)、馬蜂柑(mǎfēnggān)、泰國青檸(広東語 Taai3gwok3 ching1ning4)、泰國柑(閩南語 Thai-kok-kam)
- マレーシア: リマウ・プルッ (limau purut)
- インドネシア: ジェルク・プルット jeruk purut, ジェルク・リモ (jeruk limo), ジェルク・サンバル (jeruk sambal)
- フィリピン: スワンギ (swangi)
- ベトナム: チャプ (trấp)
- スリランカ: kahpiri dehi, odu dehi, kudala-dehi
- タイ: マクルー (makrùut、มะกรูด); 葉のことは「バイマクルー」という[8]。
- ラオス: makgeehoot
- マダガスカル: コンバヴァ (combava, combawa, cumbava, cumbaba)

"The Oxford Companion to Food" (ISBN 0-19-211579-0) ではカフィア・ライムの呼称を避け、マクルード・ライム (makrud lime) という呼称を支持している。カフィア (kaffir) には黒人や異教徒を指す侮辱的な意味があり、この植物をカフィア・ライムと呼ぶ明確な理由もないからである（このため、南アフリカではこの植物を「K-ライム」と呼んでいる）。しかしながら、世界的にはカフィア・ライムという呼称の方が広く使われている。

## 利用

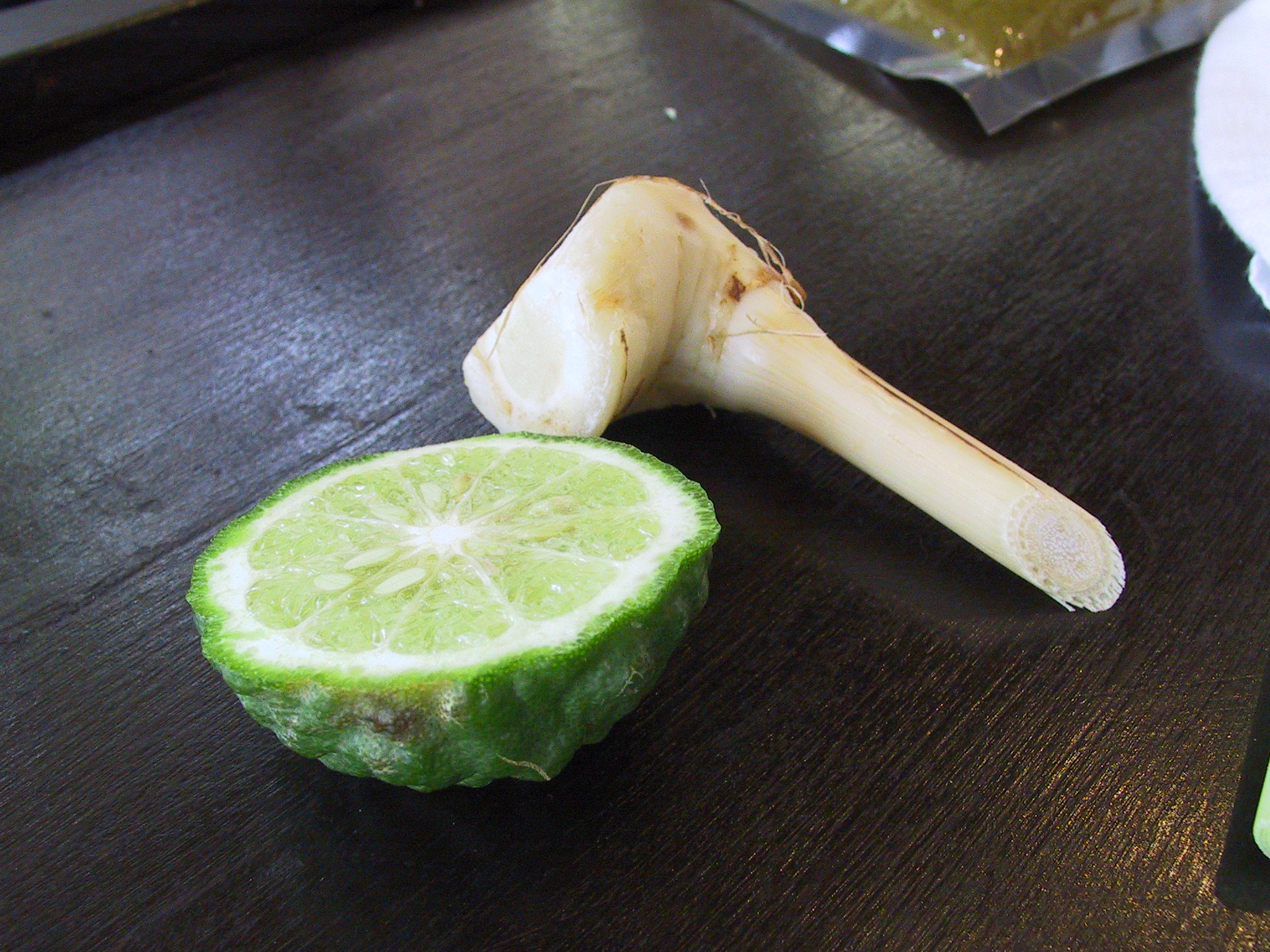
コブミカンの果実（左）
（右側はガランガル）

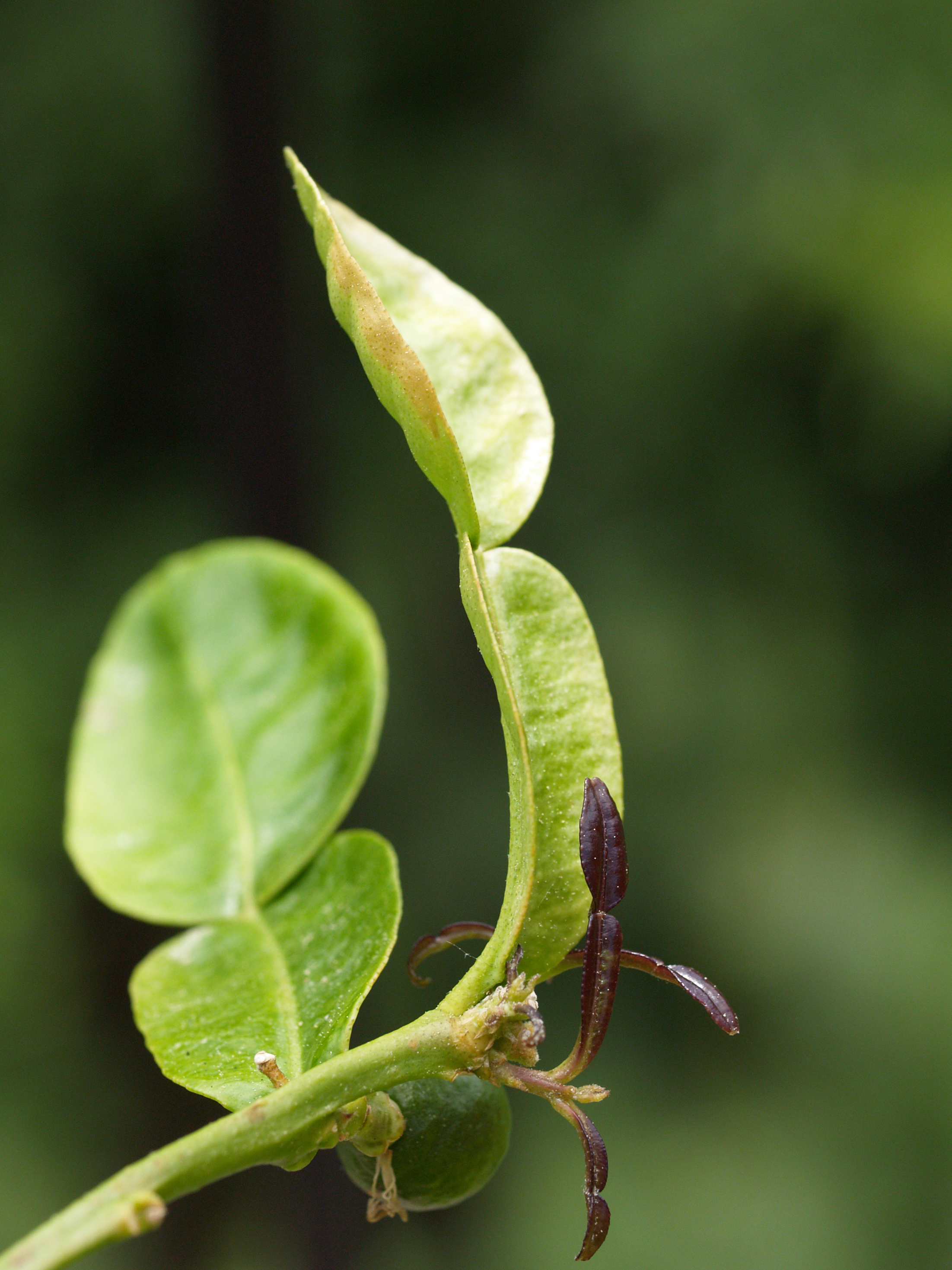
葉も東南アジア料理ではよく使われる。

### 料理
砂時計のような形状の葉はさわやかな香りがあり、クルウングと呼ばれるペーストのベースとなり、タイ料理、ラオス料理、カンボジア料理で広く使われる。タイ料理ではトムヤムクンやグリーンカレーなどに使われる。またインドネシア料理（特にバリ島、ジャワ島）でもポピュラーで、サユール・アサム（「酸っぱいスープ」の意味）等で使われ、またインドネシア産ベイ・リーフと共に鶏料理、魚料理に使われる。マレー料理やミャンマー料理でも見ることができる。
生のまま、あるいは乾燥させて使うが、冷凍保存したものもある。
果実の外皮はレユニオン島やマダガスカル島でクレオール料理によく使われ、お酒やスパイスド・ラムの香りづけにも使われる。

### 医療
果汁と果皮はインドネシアの医療で使用される。このため、この果実はインドネシアではジェルク・オバット（「薬のミカン」という意味）と呼ばれることがある。果皮から取れる油には強い殺虫効果がある。また近年の研究で、コブミカンの葉は複素環アミン類等の変異原物質に対して強い抗変異原性を示すことが明らかになっており、発がんリスクを低減できると考えられている。

### その他の利用
- 2007年の映画『幸せのレシピ』で、キャサリン・ゼタ＝ジョーンズが演じる料理長が隠し味としてサフランソースに使用した。
- ウォッカメーカーのスミノフはコブミカンを使ったモヒートを製造している。
- 北米最大のビール会社モルソン・クアーズはコブミカンの葉の香りを付けたブルー・ムーン・ビールを製造している。